# Charles Chipiez
Charles Chipiez (Écully 1835 - París 1901) fue un arquitecto, historiador de la arquitectura y egiptólogo francés del siglo XIX.
Profesor de la Escuela Especial de Arquitectura, tiene entre sus logros la construcción de la Escuela Nacional Profesional de Armentières en 1887, la actual Escuela de Educación Tecnológica Gustave Eiffel de Armentières.
A finales del siglo XIX realiza, junto al arqueólogo Georges Perrot, un gran viaje de estudios de la arquitectura antigua con el apoyo de la editorial Hachette. Este viaje los lleva a través de Grecia, Turquía, Egipto, Irán y otros países.
Realizan estudios de la mayoría de los monumentos arquitectónicos de la antigüedad y muchas reconstrucciones basadas en la observación cuidadosa de las esculturas y las ruinas. Publican a su regreso una obra en varios volúmenes de una historia sintética de la arquitectura antigua, con muchas ilustraciones. La obra, también traducida al inglés, permanece inacabada a causa de las muertes sucesivas de ambos. Después de la muerte de Chipiez, Georges Perrot continuó escribiendo y publicando sólo los dos últimos libros (volúmenes IX y X).

## Obras (selección)
- 1876 - Historia crítica de los orígenes y formación de los órdenes griegos - Morel et Cie París.
- Con Georges Perrot, Historia del Arte en el Antiguo Egipto, Asiria, Persia, Asia Menor, Grecia.
- Etruria - Roma - París - Hachette et Cie.
- 1882 - Volumen I: Egipto.
- 1884 - Volumen II: Caldea y Asiria.
- 1885 - Volumen III: Fenicia, Chipre.
- 1887 - Volumen IV: Judea, Cerdeña, Siria, Capadocia.
- 1890 - Volumen V: Persia, Frigia, Lidia, Caria, Licia.
- 1894 - Volumen VI: La primitiva Grecia. Arte micénico.
- 1898 - Volumen VII: la épica Grecia. La Grecia arcaica (el templo).
- 1903 - Volumen VIII: La Grecia arcaica. Escultura.

- Datos: Q1281019
- Multimedia: Charles Chipiez / Q1281019